# (12845) Crick
Pour les articles homonymes, voir Crick.
(12845) Crick est un astéroïde de la ceinture principale.

## Description
(12845) Crick est un astéroïde de la ceinture principale. Il fut découvert le 3 mai 1997 à La Silla par Eric Walter Elst. Il présente une orbite caractérisée par un demi-grand axe de 2,80 UA, une excentricité de 0,02 et une inclinaison de 3,0° par rapport à l'écliptique.

## Compléments